# Іграчський потік
Іграчський потік (словац. Ihráčsky potok) — річка в Словаччині; ліва притока Грону довжиною 14.8 км. Протікає в окрузі Ж'яр-над-Гроном.
Витікає в масиві Кремницькі-Врхи на висоті 1100 метрів. Протікає територією сіл Іграч і Трнава Гора.
Впадає у Грон на висоті 270 метрів.